# Rupit i Pruit
Rupit i Pruit – gmina w Hiszpanii, w prowincji Barcelona, w Katalonii, o powierzchni 47,82 km². W 2011 roku gmina liczyła 307 mieszkańców.